# S-Bahn de Carinthie
La S-Bahn de Carinthie (en allemand : S-Bahn Kärnten) est un réseau express régional desservant le land autrichien de Carinthie. Le réseau est exploité par les Chemins de fer fédéraux autrichiens (ÖBB). En service depuis 2010, il est organisé autour des villes de Villach et Klagenfurt.

## Réseau

### Liste des services
| Ligne | Destinations                                      | Mise en service  |
| ----- | ------------------------------------------------- | ---------------- |
| S1    | Lienz – Spittal – Villach – Klagenfurt – Friesach | 12 décembre 2010 |
| S2    | Villach – Feldkirchen – Sankt Veit                | 11 décembre 2011 |
| S3    | Weizelsdorf – Klagenfurt – Wolfsberg              | 1er août 2011    |
| S4    | Villach – Arnoldstein – Hermagor                  | 11 décembre 2016 |
| S5    | Villach – Rosenbach                               | 12 décembre 2021 |